# Рольф Едлінг
Рольф Едлінг (30 листопада 1943 , Мумбаї, Британська Індія ) — шведський фехтувальник на шпагах, олімпійський чемпіон 1976 року.

## Виступи на Олімпіадах
| Олімпіада     | Дисципліна          | Місце |
| ------------- | ------------------- | ----- |
| Мехіко 1968   | командна шпага      | 9     |
| Мюнхен 1972   | індивідуальна шпага | 5     |
| Мюнхен 1972   | командна шпага      | 7     |
| Монреаль 1976 | індивідуальна шпага | 6     |
| Монреаль 1976 | командна шпага      | 1     |
| Москва 1980   | індивідуальна шпага | 4     |
| Москва 1980   | командна шпага      | 5     |